# Folifer
Folifer is een geslacht van straalvinnige vissen uit de familie van karpers (Cyprinidae).

## Soort
- Folifer brevifilis (Peters, 1881)